# Deutsche Schwimmmeisterschaften 1938
Die 53. Deutschen Meisterschaften im Schwimmen fanden im Jahr 1938 statt.
| Disziplin       | Männer         | Männer          | Männer | Frauen         | Frauen              | Frauen |
| Disziplin       | Name           | Verein          | Zeit   | Name           | Verein              | Zeit   |
| --------------- | -------------- | --------------- | ------ | -------------- | ------------------- | ------ |
| 100 m Freistil  | Helmut Fischer | Bremischer SV   |        | Inge Schmitz   | Spandau 94          |        |
| 200 m Freistil  | Werner Plath   | Wiking Berlin   |        |                |                     |        |
| 400 m Freistil  | Heinz Arendt   | Poseidon Berlin |        | Ruth Halbsguth | Nixe Charlottenburg |        |
| 1500 m Freistil | Heinz Arendt   | Poseidon Berlin |        |                |                     |        |
| 200 m Brust     | Joachim Balke  | Bremischer SV   |        | Editha Busse   | Reichsbahn Berlin   |        |
| 100 m Rücken    | Heinz Schlauch | Poseidon Erfurt |        | Inge Schmitz   | Spandau 04          |        |